# Strigova (Kozarska Dubica)
Strigova (szerbül: Стригова), falu Bosznia-Hercegovinában, Bosanska krajina területén, Kozarska Dubica községben, a Szerb Köztársaságban. 

## Fekvése
Bosznia-Hercegovina északi részén, Banja Lukától légvonalban 58, közúton 76 km-re északnyugatra, községközpontjától légvonalban 16, közúton 21 km-re délnyugatra, 170 – 280 méteres tengerszint feletti magasságban, az Una völgyétől délre elterülő dombvidéken, az azonos nevű patak partján fekszik. A Knežica és Kostajnica közötti úton található. Strigova Kozarska Dubica község legnagyobb faluja.

## Népessége
| Nemzetiségi csoport | Népesség 1991 | Népesség 2013 |
| ------------------- | ------------- | ------------- |
| Szerb               | 351           | 151           |
| Bosnyák             | 0             | 0             |
| Horvát              | 0             | 1             |
| Jugoszláv           | 0             | 0             |
| Egyéb               | 3             | 0             |
| Összesen            | 354           | 152           |

## Története
A Rosulje lelőhely régészeti leleteinek tanúsága szerint területe már a római korban is lakott volt, majd a római település a középkorban is folytatódott. A középkori településnek valószínűleg az 1538-ban bekövetkezett oszmán hódítás vetett véget.
A település 1878-ig tartozott az Oszmán Birodalomhoz, ekkor a berlini kongresszus határozata alapján az Osztrák-Magyar Monarchia része lett. 1879-ben az első osztrák-magyar népszámlálás során a Kostajnicai járáshoz tartozó Strigova község részeként a falunak 69 háztartása és 471 ortodox szerb lakosa volt.1910-ben a Kostajnicai járásba tartozó Strigova községben fekvő Strigován 111 háztartást, 898 ortodox szerb lakost találtak. A monarchia szétesésével 1918-ben előbb a Szerb-Horvát-Szlovén Királyság, majd 1929-től a Jugoszláv Királyság része. 1921-ben a községnek 126 háztartása és 980 lakosa volt. Jugoszlávia megszállása után a falu a Független Horvát Állam (NDH) része lett. 1945-től a település a szocialista Jugoszlávia része volt. A Bosznia-Hercegovinában zajló polgárháború idején a település a Boszniai Szerb Köztársaság része volt. 1995. szeptember 18-án és 19-én az Una horvát hadművelet keretében Kozarska Dubica község területét megtámadta a Horvát Köztársaság hadserege (HV). Ezt a támadást a Boszniai Szerb Köztársaság hadserege (VRS) és a helyi lakosság visszaverte. A daytoni békeszerződést követő területfelosztásnál a település, Kozarska Dubica község részeként a Szerb Köztársaság területéhez került.

## Nevezetességei
- Oszlopos Szent Aipülosz tiszteletére szentelt ortodox temploma.

- Rosulje – római kori épületek maradványai és ezek közelében, a Strigova-patak felé eső lejtőkön középkori kerámiák és téglatöredékek találhatók.[4]